# Estación de autobuses de Zamora
La estación de autobuses de Zamora es una terminal de autobuses ubicada en Zamora (en el barrio de Las Viñas). Junto con la cercana estación ferroviaria recoge todos los pasajeros de la provincia de Zamora. El diseño corresponde al arquitecto zamorano Francisco Somoza (encargado entre otras obras de la rehabilitación del Castillo de Zamora y del Teatro de Benavente). Fue inaugurada en el año 1990 por el entonces presidente de la Junta de Castilla y León Jesús Posada. Hasta entonces el servicio se prestaba en la antigua estación de autobuses ubicada en la calle del Campo de Marte, edificio que sigue existiendo hoy en día y que en la actualidad alberga diversas dependencias municipales, entre ellas el parque de bomberos. La estación ofrece servicios de comunicación con diversas localidades de la provincia, como Toro y Benavente, con otras capitales de la misma comunidad de Castilla y León, así como con Madrid, Bilbao y Barcelona, entre otras localidades. También hay líneas internacionales a Portugal. 

## Características
Es un edificio construido de hormigón, que salvando el fuerte desnivel evoluciona en dos pisos. El primero que hace de entrada es un espacio longitudinal en forma de galería muy iluminada. Este primer piso es el lugar donde se ubican las expendedoras de billetes y demás servicios a los viajeros (información, venta de revistas y periódicos y otras tiendas). Posee una distribución de espacios, y una fachada, que recuerda al mercado de abastos de la ciudad. Los tres accesos principales van a dar a la primera planta. En el piso inferior se encuentran los servicios propios de la estación, una veintena de dársenas y las zonas de recepción de viajeros, así como las salas de espera, la cafetería y los lavabos. La entrada y salida de autobuses se realiza por la calle Federico Cantero Villamil.